# Nowy kolos (sonet)

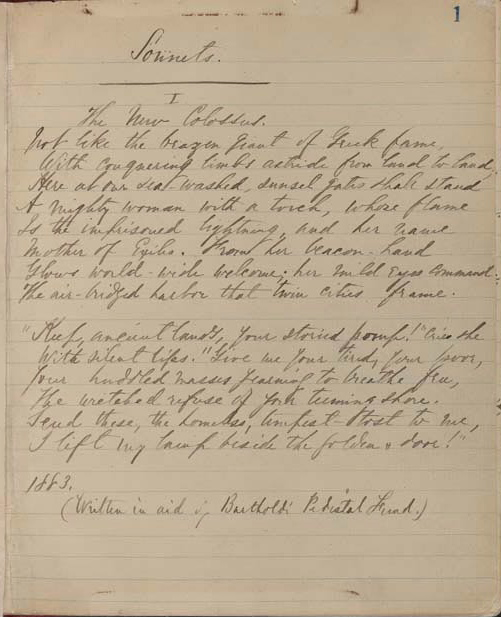
Rękopis sonetu The New Colossus Emmy Lazarus

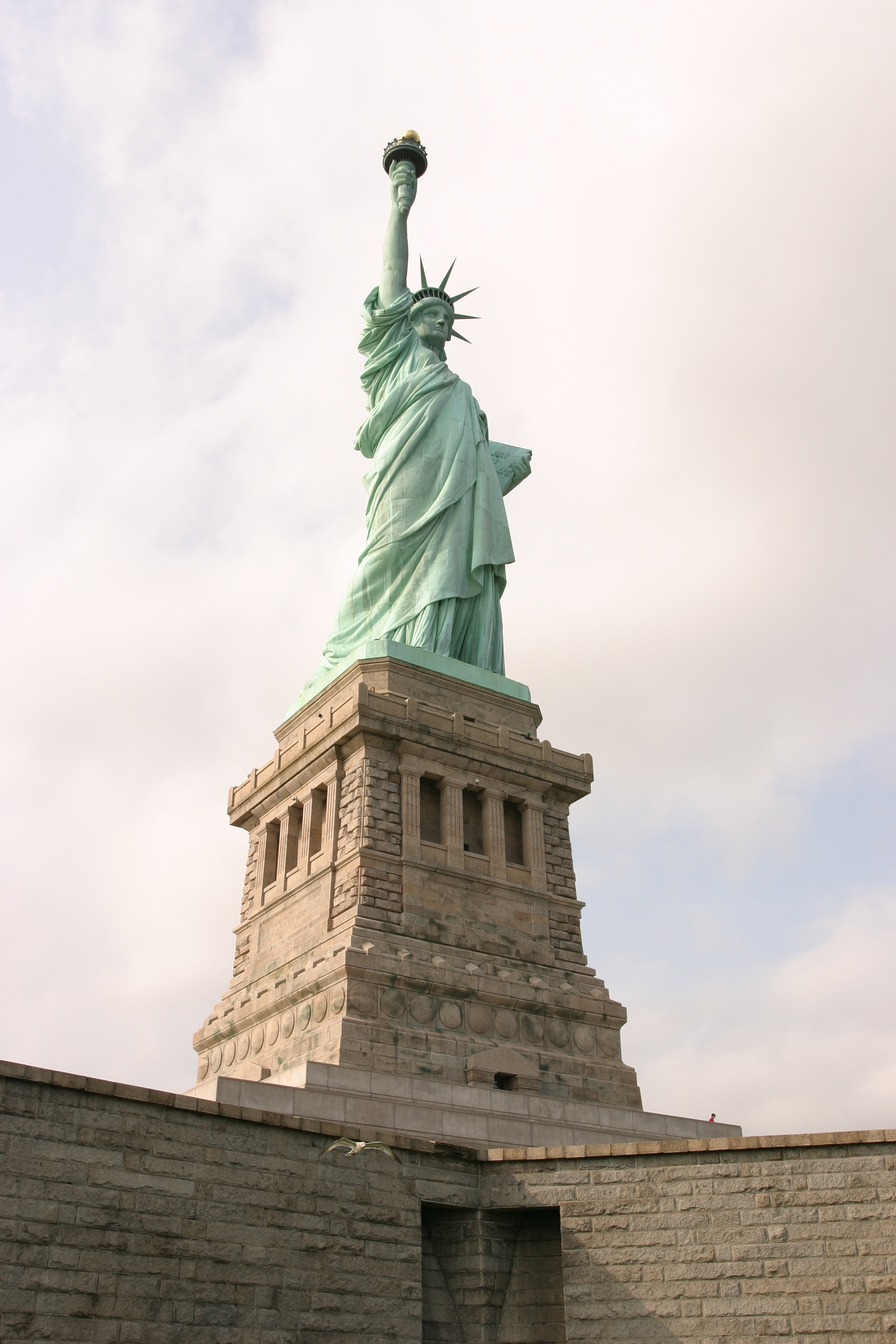
Statua Wolności w Nowym Jorku

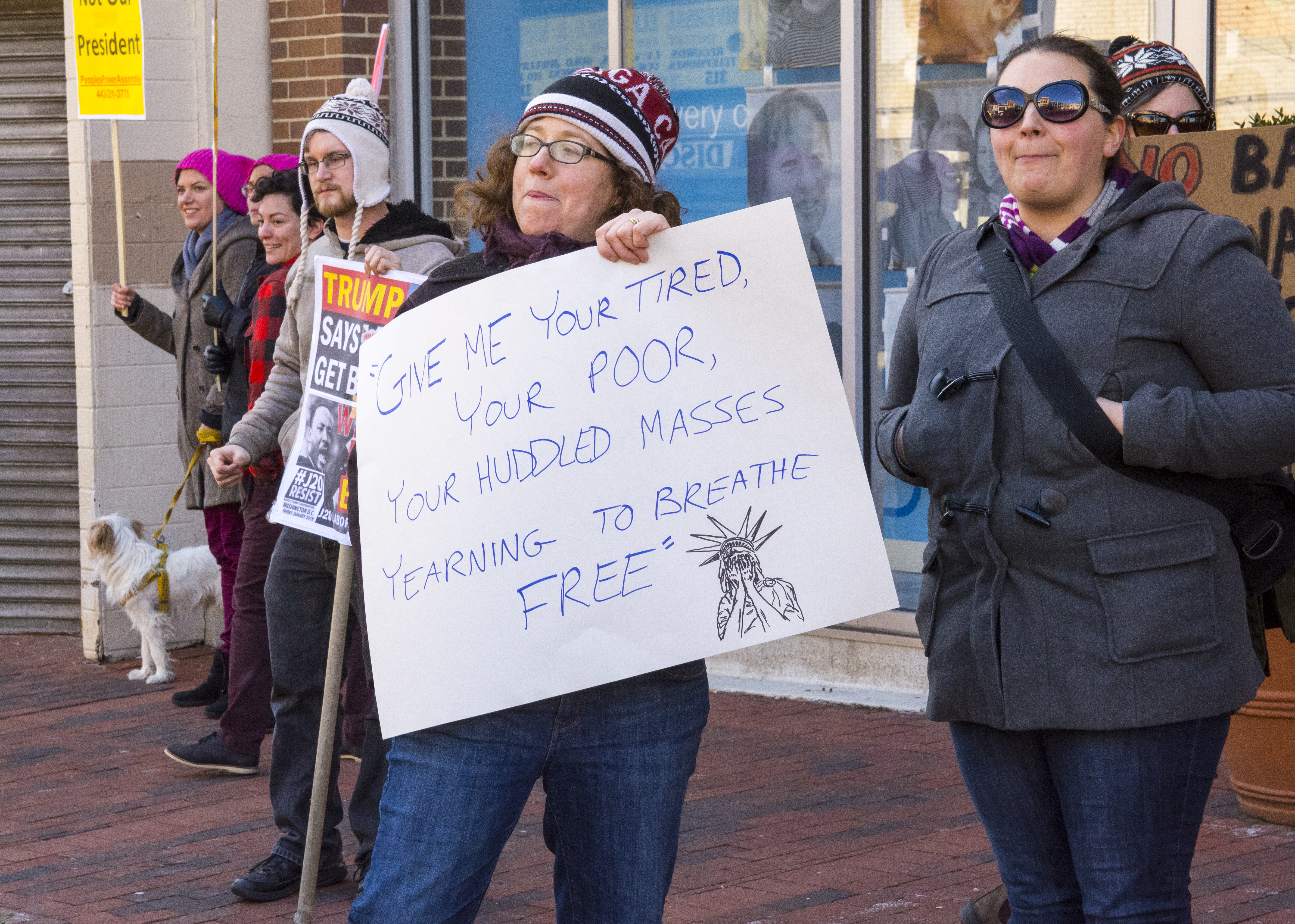
Protesty w Baltimore

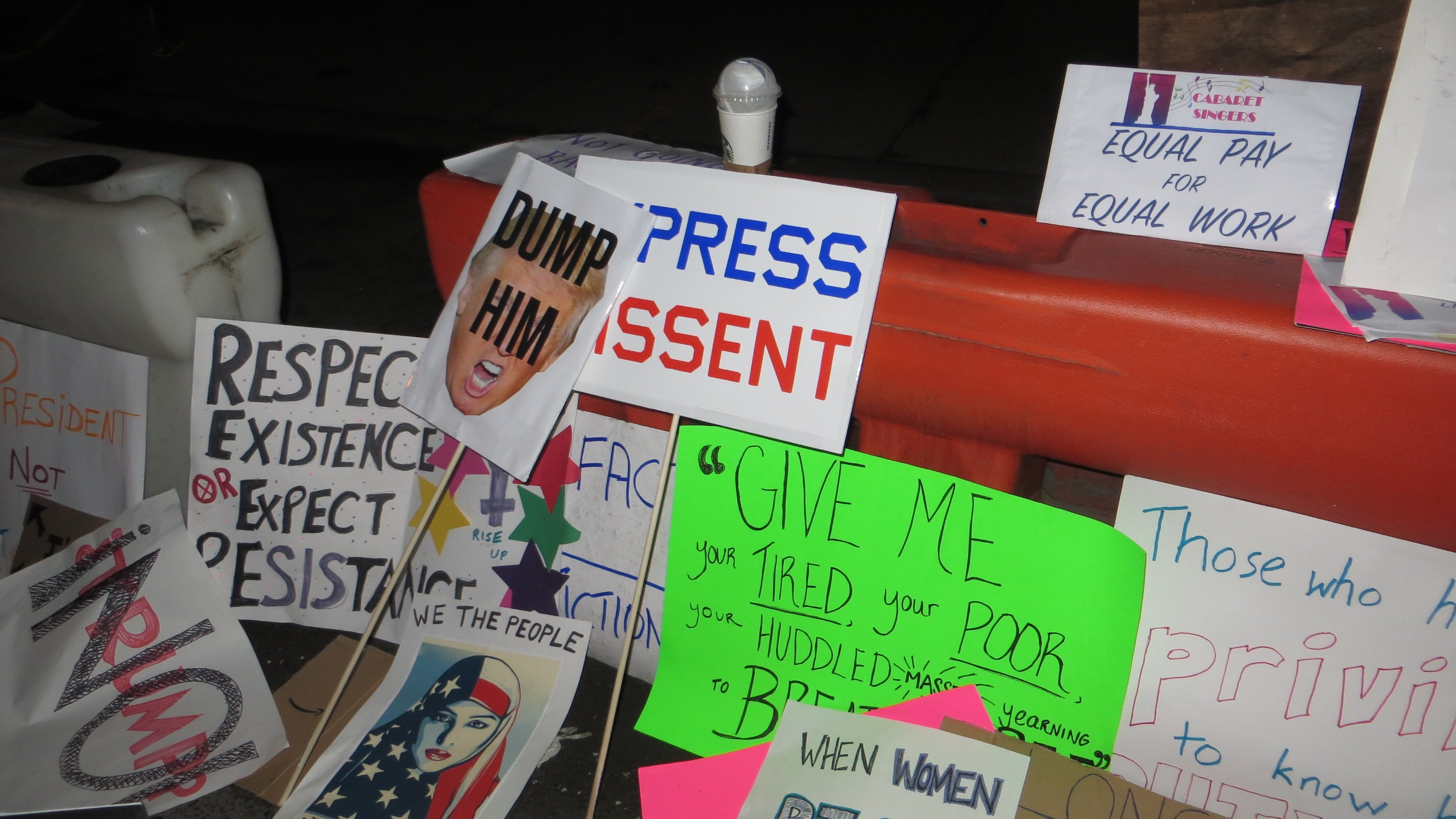
Marsz kobiet w Nowym Jorku

Nowy kolos (ang. The New Colossus) – wiersz Emmy Lazarus napisany w 1883 roku. Jest to jeden z najbardziej znanych amerykańskich sonetów.

## Treść
Sonet, który swoim tytułem nawiązuje do Kolosa rodyjskiego, jednego z siedmiu cudów świata starożytnego, poświęcony został nowojorskiej Statui Wolności. Poetka personifikuje posąg, wkładając w usta przedstawionej kobiety swoje własne credo. Sformułowania Lazarus kojarzą się z ewangelicznym wersetem Przyjdźcie do Mnie wszyscy, którzy utrudzeni i obciążeni jesteście, a Ja was pokrzepię.
Not like the brazen giant of Greek fame,
With conquering limbs astride from land to land;
Here at our sea-washed, sunset gates shall stand
A mighty woman with a torch, whose flame
Is the imprisoned lightning, and her name
Mother of Exiles. From her beacon-hand
Glows world-wide welcome; her mild eyes command
The air-bridged harbor that twin cities frame.

"Keep, ancient lands, your storied pomp!" cries she
With silent lips. "Give me your tired, your poor,
Your huddled masses yearning to breathe free,
The wretched refuse of your teeming shore.
Send these, the homeless, tempest-tost to me,
I lift my lamp beside the golden door!"
W 1903, za sprawą przyjaciółki poetki, Georginy Schuyler, tekst sonetu został umieszczony na spiżowej tablicy na cokole Statui Wolności, stając się integralną częścią tego monumentu.

## Forma
Wiersz jest kanonicznym sonetem włoskim, napisanym pentametrem jambicznym i rymowanym według najbardziej klasycznego wzoru czterorymowego: abba abba cdc dcd. W utworze można zauważyć również liczne aliteracje, na przykład world-wide welcome. Ten sam schemat rymów występuje na przykład w Stepach akermańskich Adama Mickiewicza. W literaturze anglojęzycznej włoski schemat rymowania sonetu stosował John Milton. Po nim tę odmianę sonetu wykorzystywali między innymi William Wordsworth (Composed upon Westminster Bridge, September 3, 1802) i Elizabeth Barrett Browning (How Do I Love Thee?) z Sonetów z portugalskiego.

## Opinia krytyki

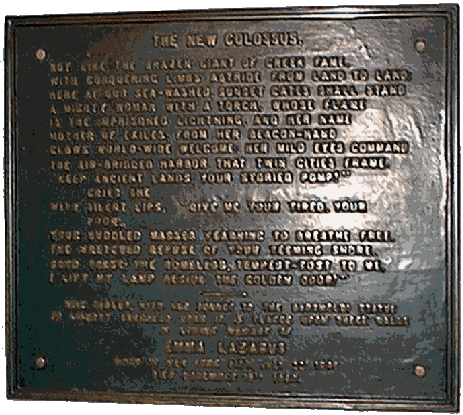
Brązowa płyta z tekstem wiersza

Kamila Sławińska tak pisała o poetce i jej utworze: Ta dama zdołała zawrzeć w zaledwie czternastu linijkach najbardziej uwodzicielski i nieśmiertelny mit Ameryki: obietnicę nowej ojczyzny. Niezależnie od wartości artystycznej, utwór miał i ma nadal duże znaczenie dla kształtowania amerykańskiej świadomości narodowej. 

## Użycie w polityce
Cytat z wiersza (Give me your tired, your poor) stał się sloganem politycznym po ogłoszeniu przez nową administrację amerykańską ograniczeń we wjeździe do Stanów Zjednoczonych osób z krajów uznanych za zagrożenie. Pojawił się wtedy na transparentach noszonych przez protestujących. W Polsce jako motto swojej książki o dyskursie imigracyjnym w prasie amerykańskiej na przełomie XIX i XX wieku wiersz Emmy Lazarus wykorzystał politolog Krzysztof Wasilewski.

## Przekład
Wiersz przełożył na język polski, jako Nowy kolos rodyjski, Wiktor J. Darasz
Na język czeski wiersz przełożył Václav ZJ Pinkava.